# Кутаисская и Гаэнатская епархия
Кутаи́сская и Гаена́тская епархия (груз. ქუთაის-გაენათის ეპარქია) — епархия Грузинской православной церкви на территории Западной Грузии. Он расположен в центральной части исторического Абхазского царства. Охватывает нижнее течение реки Риони, города Кутаиси и Цхалтубо.
Кутаисско-Гаенатская епархия граничит на востоке с Маргветской и Убисской епархией и Чиатурской и Сачхерской епархией, на западе с Хонской и Самтредской епархией, на севере с Никорцминдской епархией, Цагерской и Лентехской, на юге с Ванской и Багдатской.

## История
19 ноября 1821 года с образованием Имеретинской епархии территории Кутаисской и Гаэнатской епархий вошли в её состав.
После восстановления автокефалии Грузинской православной церкви, в сентябре 1917 года  был созван I Поместный Собор Грузинской православной церкви, на котором были восстановлены 13 епархий, в том числе Кутаисская епархия и Гаэнатская епархия. Ввиду недостаточной численности епископата некоторые архиереи окормляли по 2 епархии. Так, митрополит Кутаисский Антоний (Гиоргадзе) возглавил Гаэнатскую епархию и неофициально именовался Кутаисско-Гаэнатским. В юрисдикцию Кутаисской епархии вошли приходы Нижней Имеретии (территории древних Кутаисской и Хонской епархий; Кутаисский уезд ниже реки Цкалцители), кафедрой и резиденцией митрополита Кутаисского стал город Кутаиси. В состав Гаэнатской епархии вошли земли Верхней Имеретии (территория древней Гаэнатской епархии; Шорапанский уезд, регион Окриба, выше реки Цкалцители) с кафедрой в монастыре Гелати и резиденцией в городе Зестафони.

## Епископы
- сентябрь 1917 — 18 сентября 1918 — Антоний (Гиоргадзе)
- 17 ноября 1918 — 27 августа 1924 — Назарий (Лежава)
- 1 ноября 1924 — 6 июня 1930 — Давид (Качахидзе)
- 1930 — 13 ноября 1935 — Симон (Челидзе)
- 7 июля 1937—1943 — Варлаам (Махарадзе)
- 24 сентября 1944 — 27 сентября 1952 — Ефрем (Сидамонидзе)
- 1953 — апрель 1957 — Гавриил (Чачанидзе)
- 7 июля 1957 — 3 марта 1969 — Наум (Шавианидзе)
- 1969—1971 — Ефрем (Сидамонидзе)  в/у, католикос-патриарх
- 7 октября 1971—1974 — Роман (Петриашвили)
- 1974—1977 — Давид (Девдариани)  в/у, католикос-патриарх
- 14 декабря 1978 — 9 сентября 1981 — Шио (Авалишвили)
- 9 сентября 1981—1983 — Николай (Махарадзе)
- 25 декабря 1983 — 20 июня 2019 — Каллистрат (Маргалиташвили)
- с 22 июня 2019 — Иоанн (Гамрекели)  в/у до 31 октября 2019 года